# Kočevje
Kočevje (IPA: [kɔˈt͡ʃeːu̯jɛ], németül Gottschee IPA: [ˈgɔtʃeː]) város Szlovéniában, az azonos nevű község székhelye. Lakosainak száma 8151 fő (2020. január 1.).

## Fekvése
A város a szlovén karsztvidéken, Ljubljanától 54 km-re délkeletre, Novo mestótól 30 km-re délnyugatra fekszik, 464 m magasságban. Kočevje a legnagyobb kiterjedésű község az országban. 13 km-re északra van a horvát határtól.

## Története
1377-ben az ortenburgi grófok alapították német telepesekkel. Közel száz év múlva 1471-ben kapott városi jogokat. A törökök többször pusztították. 1918-ban, az első világháború utáni „impériumváltáskor” a Szerb–Horvát–Szlovén Királysághoz csatolták. A németek egy része már a 15. században azonosult a szlovénekkel, ez a kočevjei szlovén nyelvjárásban tetten érhető nagyfokú germanizmusokból is tapasztalható.
1941-ben, Jugoszlávia német–olasz megszállásakor a gottscheei terület olasz fennhatóság alá került. Hitler és Mussolini megegyezése alapján az itteni német lakosság nagyobb részét Dél-Stájerországba telepítették át, úgymond „beljebb a Birodalomba”. A második világháború végén a visszatérő partizánok és a helyreállított szlovén közigazgatás mindkét csoportot elűzte lakóhelyéről, a helyben maradt őslakos gottscheei németeket is, és – Dél-Stájerország ismételt jugoszláv elfoglalása révén – az oda korábban áttelepített gottscheei németeket is. Leszármazottaik ma Ausztriában, Stájerország különböző vidékein szétszórva élnek.

## Népesség
| 2020 | 8 151 |